# ß̌
Cette page contient des caractères spéciaux ou non latins. S’ils s’affichent mal (▯, ?, etc.), consultez la page d’aide Unicode.
L’eszett caron (ß̌) est un symbole utilisé dans certaines variantes de la transcription phonétique de dialectologie allemande Teuthonista . Il est composé d’un eszett avec un caron. Sa majuscule ẞ̌ ne semble pas être utilisée étant donné que la transcription Teuthonista n’utilise pas les majuscule.

## Utilisation
Le ß̌ est utilisé dans certaines variantes de la transcription Teuthonista, comme celle du Wörterbuchs der historischen bairischen Mundarten in Österreich und Südtirol (WBÖ) et du projet Lexikalische Informationssystem Österreich (LIÖ), pour représenter une consonne fricative palato-alvéolaire sourde [ʃ], le ‹ ß › représentant une consonne fricative alvéolaire sourde [s], par exemple pour la prononciation ß̌pinərin de Spinnerin, « araignée » à Vienne, ou dans le digramme ‹ tß̌ › représentant une consonne affriquée palato-alvéolaire sourde [tʃ], par exemple pour la prononciation  mentß̌ de Mensch. D’autres variantes de la transcription Teuthonista utilisent plutôt š ou ʃ̌ pour cette la consonne fricative.